# 1. Sinfonie (Mendelssohn)
Die Sinfonie Nr. 1 in c-Moll op. 11 (MWV N 13) von Felix Mendelssohn Bartholdy ist eine romantische Sinfonie in vier Sätzen. Die Aufführungsdauer beträgt ca. 30 Minuten.

## Geschichtlicher Hintergrund
Die Sinfonie entstand im Jahr 1824. Das Werk des 15-jährigen Komponisten steht noch in der Tradition der zwölf Streichersinfonien seiner Jugendzeit. Mendelssohn bezeichnete die Sinfonie denn auch zunächst als seine Nr. 13, zählte sie dann aber später als seine erste „vollgültige“ Sinfonie, wohl nicht zuletzt wegen der erstmaligen Verwendung des vollbesetzten Orchesters der Beethoven-Zeit mit Bläsern. Mendelssohn schrieb zehn Jahre später über seine erste Sinfonie:

„Es thut mir eigentlich sogar leid, dass meine c moll-Sinfonie in seinem Concerte gemacht werden soll, da dies Stück über 10 Jahre alt (op. 11) ist, und durchaus nicht in die Reihe meiner jetzigen Sachen passt. Können Sie die Ausführung noch verhindern, so thun Sie mir einen Gefallen, können Sie es nicht, so wird es Ihnen ein Leichtes sein, auf eine oder die andere Art unter Ihren Bekannten es zu sagen, dass diese Sinfonie op. 11  ist, d.h. dass sie von einem Jungen gemacht ist, der kaum 15 Jahr war, dass sie seit 6 Jahren beim Verleger lag, dass Sie vor 7 Jahren schon einmal in Leipzig in den Concerten aufgeführt worden ist etc. Es wäre mir lieb, wenn das im Publicum vor der Aufführung bekannt würde, und wenn Sie es veranlassen  können, würden Sie mir einen Gefallen damit thun, weil mir das Stück wirklich kindisch vorkommt.“

Die erste Aufführung fand vermutlich am 14. November 1824 bei einem Privatkonzert zum Geburtstag von Mendelssohns Schwester Fanny statt. Die erste öffentliche Aufführung erfolgte dann am 1. Februar 1827 im Leipziger Gewandhaus. Mendelssohn widmete das Werk nachträglich der Royal Philharmonic Society, London. Für die englische Erstaufführung am 25. Mai 1829 in London ersetzte Mendelssohn den 3. Satz durch das Scherzo aus seinem Oktett op. 20. Bei der Drucklegung 1830 stellte er jedoch die ursprüngliche Fassung wieder her.

## Besetzung
2 Flöten, 2 Oboen, 2 Klarinetten, 2 Fagotte, 2 Hörner, 2 Trompeten, Pauken, I. Violine, II. Violine, Bratsche, Violoncello, Kontrabass

## Aufbau
1. Allegro di molto
2. Andante
3. Menuetto. Allegro molto
4. Allegro con fuoco

## Werkbeschreibung
Das Werk ist noch deutlich dem Vorbild der Sinfonien der Wiener Klassik verpflichtet. Über den Anklängen besonders an Beethovens 5. Sinfonie sowie Haydns 95. Sinfonie wurden in der Rezeption des Werkes die individuellen Züge lange Zeit zu wenig gewürdigt.
Der Kopfsatz in Sonatensatzform steht in c-Moll, der Seitensatz in Es-Dur. Durchführung und Reprise sind verkürzt, doch die ausführliche Coda, die quasi eine zweite Durchführung darstellt, zeigt einen Hang zu einer latenten Vierteiligkeit, die bei Mendelssohn auch in späteren Werken immer wieder auftaucht.
Der zweite Satz in Es-Dur stellt eine Mischung aus verkürztem Sonatensatz und Rondo dar. Das dominierende Hauptthema wird in seiner Begleitung ständig variiert und so in allen möglichen Facetten ausgeleuchtet.
Das Menuett in c-Moll weist Anklänge an das aus Mozarts g-Moll-Sinfonie KV 550 auf. Der Trio-Teil weist individuellere Züge auf, die Rückleitung zum Menuett bedient sich jedoch an Beethovens 5. Sinfonie.
Der Schlusssatz ist wiederum ein Sonatensatz in c-Moll, der thematisch mit dem Hauptthema des ersten Satzes verwandt ist. Das Seitenthema wird zunächst als Pizzicato der Streicher vorgestellt und dann als Begleitung einer lyrischen Melodie der Klarinette wiederholt. Der Durchführungsteil mündet in eine ausgearbeitete Fuge.